# Deniz Barış
 (mai 2008).
Deniz Barış (né le 2 juillet 1977 à Erzincan) est un footballeur turc évoluant au poste de milieu défensif.
Il a joué à Gençlerbirliği du 11 août 2002 au 15 mai 2004. Il a joué 75 matchs pour 6.602 minutes et marqué 5 buts. Il reçut 13 cartes jaunes. Il joua à Gençlerbirliği et son premier match fut joué en déplacement le 11 mars 2002 contre Kocaelispor.
En 2005 sa femme mourut à la suite d'une chute dans les escaliers.
Pendant la saison 2007-2008, il joua la meilleure saison de sa vie car il mit à plusieurs reprises les cages adverses en difficulté.